# 大韓航空の航空事故およびインシデント
大韓航空の航空事故およびインシデント（だいかんこうくうのこうくうじこおよびインシデント）は、大韓民国の航空会社である大韓航空の航空事故および重大なインシデントを一覧にしたものである。ハイジャックや攻撃などについては大韓航空機の事件一覧を参照されたい。

## 1970年代

### 大韓航空642便墜落事故
1976年8月2日、大韓航空642便ボーイング707-320C (HL7412、貨物機) が、イランのテヘランにあるメヘラーバード国際空港からソウルに向けて離陸した際、旋回する向きを誤ったため山岳部に激突し、乗員5名が死亡した。

## 1980年代

### 大韓航空015便着陸失敗事故
1980年11月19日、大韓航空015便ボーイング747-2B5B (HL7445) が、霧で視界不良の金浦空港への着陸進入中、滑走路手前の堤防に接触、機体が滑走路に叩きつけられた。乗員乗客226名のうち15名が死亡した。目測を誤って滑走路手前に墜落したパイロットエラーとされた。

### 大韓航空B747離陸失敗事故
1981年9月15日、大韓航空のボーイング747-200Bがフィリピンのニノイ・アキノ国際空港から離陸する際、離陸決心速度を上回っているにもかかわらず、パイロットが離陸を中断したため滑走路をオーバーランした。乗員乗客378人中40人が負傷した。

### 大韓航空084便地上衝突事故
1983年12月23日、大韓航空084便（マクドネル・ダグラス DC-10-30、HL7339）が、濃霧の中アンカレッジ国際空港でサウスセントラル航空59便（パイパー PA-31-350）と地上衝突した。両機の搭乗者12人に死者は無かったが、機体はどちらも全損となった。

### 大韓航空803便着陸失敗事故
1989年7月27日、大韓航空803便DC-10-30 (HL7328) がリビアのトリポリ国際空港へ着陸進入していたところ、空港手前の住宅地に墜落し、乗員乗客199名のうち75名と地上にいた4名の計79名が死亡した。リビア当局は悪天候下で着陸を強行した機長の判断ミスとして起訴した。

## 1990年代

### 大韓航空2033便オーバーラン事故

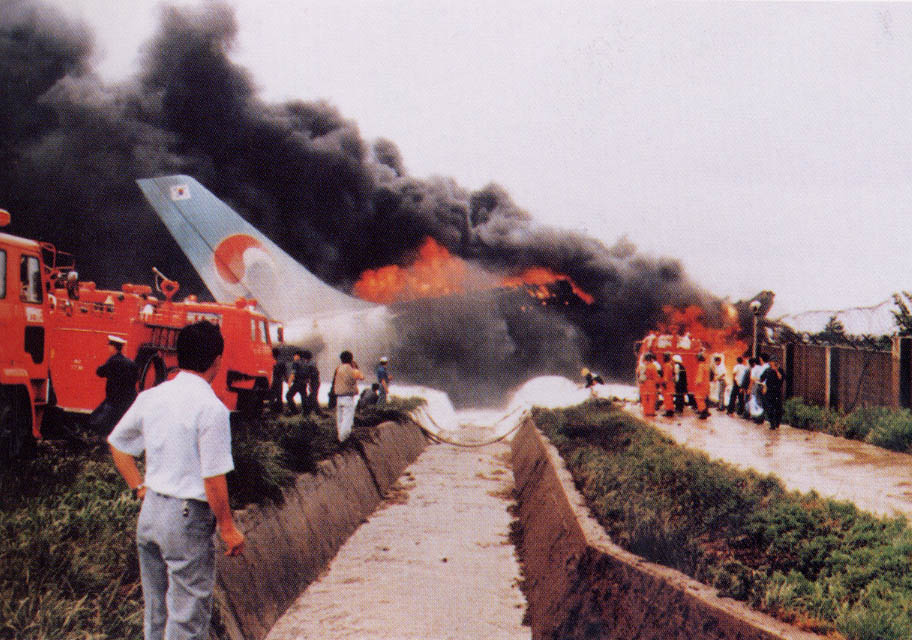
炎上する2033便

1994年8月10日、大韓航空2033便エアバスA300B4-600R (HL7296) が済州国際空港への着陸時に、滑走路をオーバーランしフェンスなどに激突しながら停止した。機体は炎上したものの乗員乗客160人は全員脱出し、死者は無かった。

### 大韓航空801便墜落事故

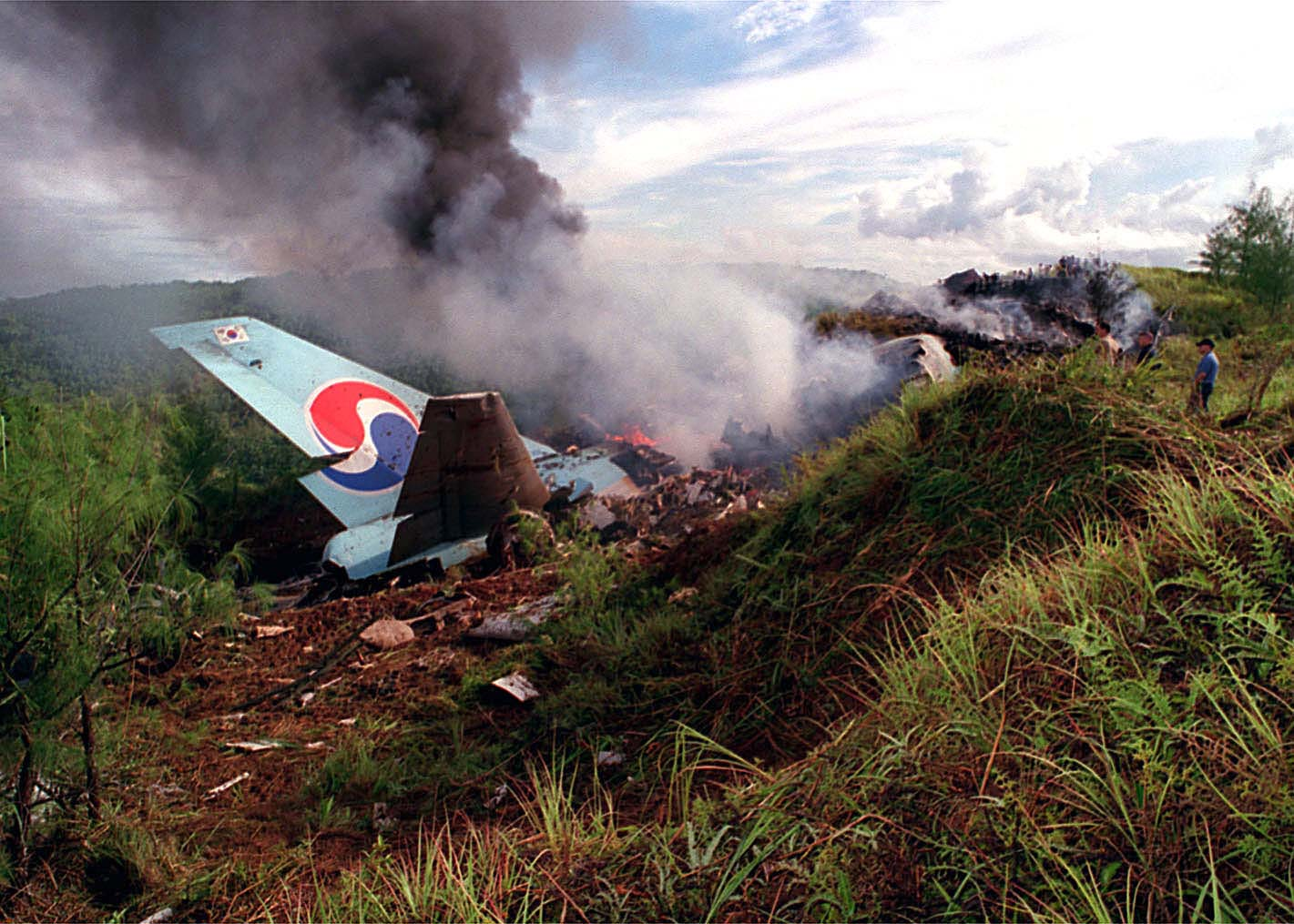
墜落した801便

1997年8月6日、大韓航空801便ボーイング747-3B5 (HL7468) がグアム国際空港への着陸の際、ILSが運用停止中であったため目視による非精密進入を試みたが失敗し、空港手前の丘に墜落した。乗員乗客254名のうち228名が死亡した。

### 大韓航空6316便墜落事故
1999年4月15日、貨物便として運航されていた大韓航空6316便MD-11F（HL7373）が、上海虹橋国際空港から離陸した直後に上海郊外へ墜落した。乗員3名全員と地上の5名が死亡したほか、地元住民40名以上が負傷した。

### 大韓航空8509便墜落事故
1999年12月22日、イギリスのロンドンからイタリアのミラノへ向かう予定の大韓航空8509便ボーイング747-2B5F貨物機 (HL7451) が、スタンステッド空港を離陸した直後の旋回中に墜落し、乗員4名全員が死亡した。

## 2010年代

### 大韓航空763便オーバーラン事故

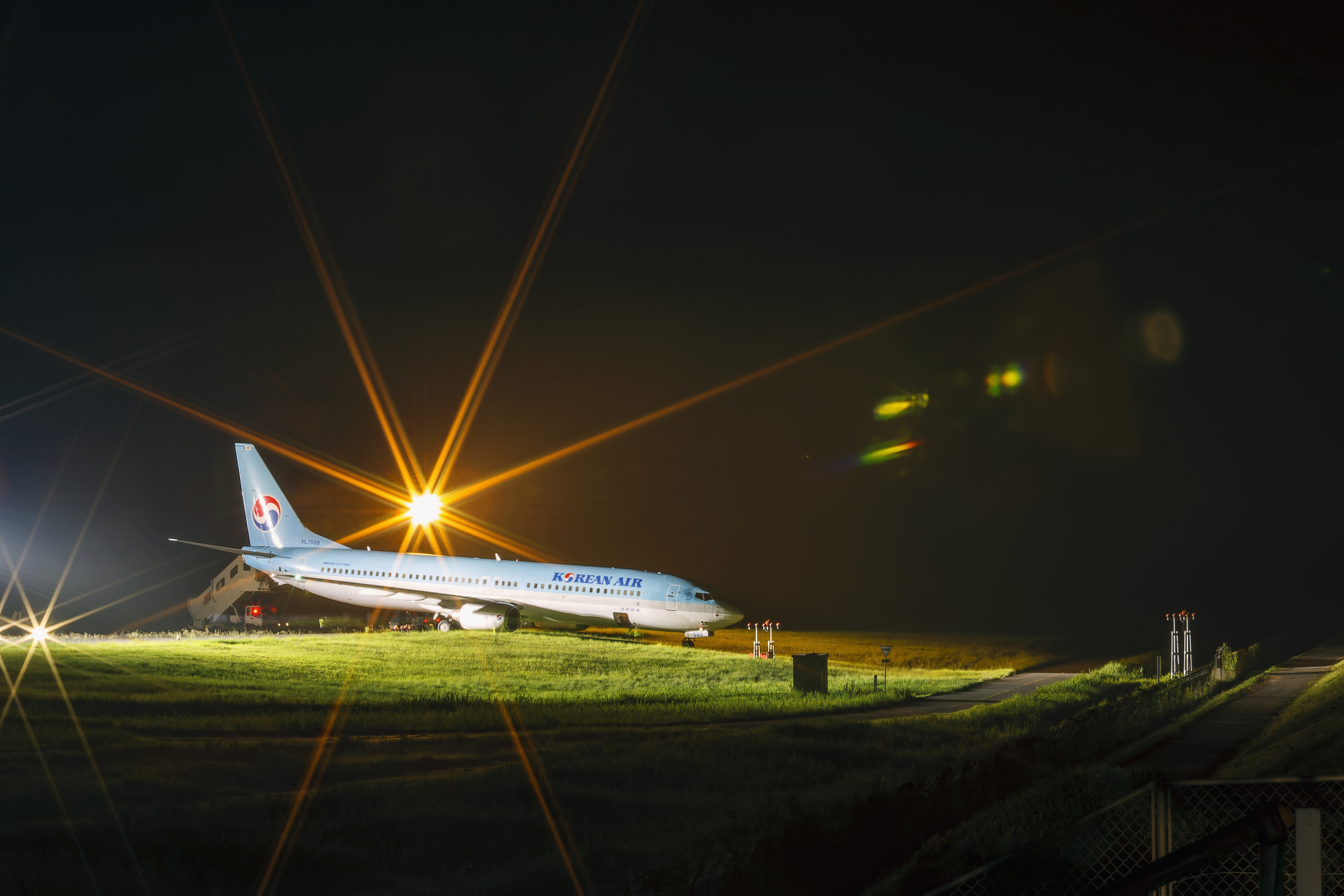
滑走路から逸脱した763便

2013年8月5日、大韓航空763便ボーイング 737-900型式 (HL7599) が新潟空港への着陸時に、滑走路をオーバーランし滑走路東側の草地に前輪をはみ出した状態で停止した。乗員乗客115人に死傷者はなかった。

### 大韓航空2708便エンジン火災事故
2016年5月27日、羽田発金浦行きの大韓航空2708便ボーイング777-300型機が、離陸滑走中に第1エンジンから煙が出て後に出火した。乗員乗客は全員脱出スライドにて脱出した。

### 大韓航空703便 車軸損傷

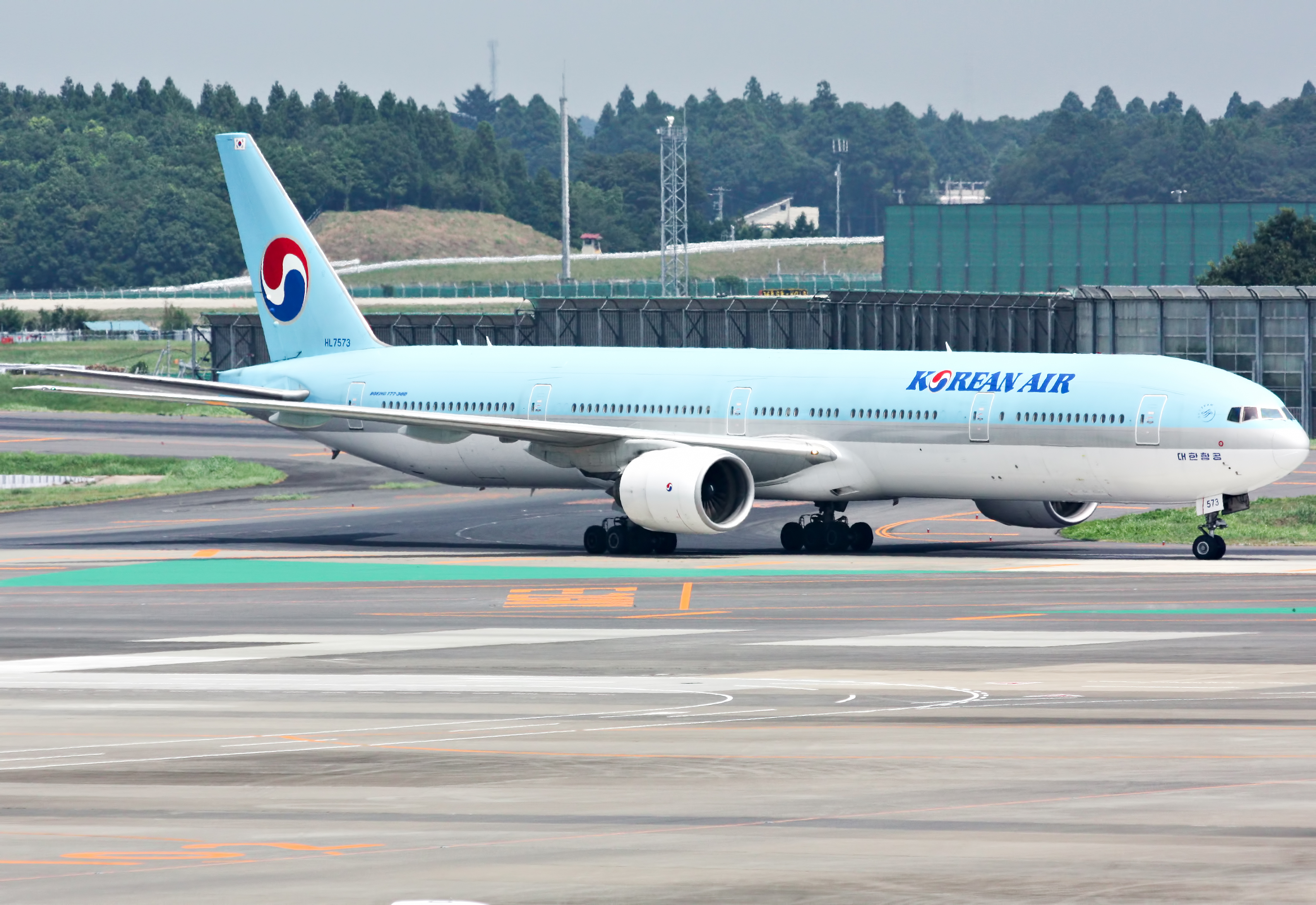
2010年に成田国際空港で撮影された事故機

2018年6月29日、仁川発成田行きの大韓航空703便ボーイング777-300型機が、成田空港の誘導路を走行中に右主脚の車軸が折れて動けなくなった。乗員乗客335名にケガは無く、約1時間40分後に臨時バスでターミナルに移動した。国土交通省はこの事象を重大インシデントに認定した。

## 2020年代

### 大韓航空631便オーバーラン事故
2022年10月23日、仁川発セブ行きの大韓航空631便がセブ空港への着陸時に滑走路をオーバーランし、照明やローカライザーなどを破壊した後に機体前方部分が大きく破損した状態で停止した。乗客乗員173人に死傷者は無かった。